# Referendo sobre a regionalização em Portugal (1998)
O referendo sobre a regionalização em Portugal realizou-se em 8 de novembro de 1998. Duas propostas foram apresentadas aos eleitores portugueses: a primeira sobre se se deveriam implementar a regionalização em Portugal; a segunda, sobre se caso fosse aprovada a regionalização, se concordavam com a região em que votavam. Ambas as propostas foram rejeitadas por larga margem.

## Contexto

### Regionalização na Constituição
“"As regiões administrativas são criadas simultaneamente, por lei, a qual define os respectivos poderes, a composição, a competência e o funcionamento dos seus órgãos, podendo estabelecer diferenciações quanto ao regime aplicável a cada uma."”

— Constituição da República Portuguesa, Artigo 255º do Capítulo IV do Título VIII da Parte III.
Está prevista a regionalização em Portugal Continental, na constituição da República Portuguesa, desde 1976, após a revolução de 25 de Abril de 1974. Porém, esta reforma tem vindo a ser sucessivamente adiada, pelos vários governos de diferentes cores políticas que se sucederam.

“"1. A instituição em concreto das regiões administrativas, com aprovação da lei de instituição de cada uma delas, depende da lei prevista no artigo anterior e do voto favorável expresso pela maioria dos cidadãos eleitores que se tenham pronunciado em consulta directa, de alcance nacional e relativa a cada área regional. 

2. Quando a maioria dos cidadãos eleitores participantes não se pronunciar favoravelmente em relação a pergunta de alcance nacional sobre a instituição em concreto das regiões administrativas, as respostas a perguntas que tenham tido lugar relativas a cada região criada na lei não produzirão efeitos."
Constituição da República Portuguesa, Artigo 256º do Capítulo IV do Título VIII da Parte III. Esta alteração, introduzida em 1997, faz com que a Regionalização esteja dependente da aprovação em referendo popular”

— {{{2}}}
A partir de meados da década de 1990, a discussão em torno da Regionalização em Portugal intensificou-se, tendo-se chegado à conclusão que era necessário e urgente pôr em marcha o processo de Regionalização de Portugal Continental. Assim, já em 1991, durante o governo de Aníbal Cavaco Silva, tinha sido aprovada a Lei-quadro das Regiões Administrativas (Lei nº 56/91, de 21 de Agosto ), que definia os órgãos de poder a criar em cada região (Juntas Regionais e Assembleias Regionais), as respectivas competências e atribuições, a forma como as Regiões iriam ser instituídas, e o regime eleitoral das futuras regiões, apenas não definindo o número de regiões a criar e a sua delimitação. Durante os anos seguintes, houve um aceso debate sobre a delimitação de um mapa regional para Portugal Continental. Porém, quando da revisão constitucional de 1997, a instituição em concreto das regiões em Portugal passou a ser obrigatoriamente alvo de referendo. Em 1997, são apresentados dois mapas para a divisão regional. 
O PS, do então primeiro-ministro António Guterres, apontava para um mapa de 9 regiões:
- Entre-Douro e Minho
- Trás-os-Montes e Alto Douro
- Beira Litoral
- Beira Interior
- Estremadura e Ribatejo
- Região de Lisboa e Setúbal
- Alto Alentejo
- Baixo Alentejo
- Algarve

O PCP e o PEV, outros partidos pró-regionalista, apresentou também uma proposta de 9 regiões, embora com ligeiras diferenças:
- Minho
- Porto e Douro Litoral
- Trás-os-Montes e Alto Douro
- Beira Litoral
- Beira Interior
- Estremadura e Ribatejo
- Região Metropolitana de Lisboa e Península de Setúbal
- Alentejo
- Algarve

A Proposta das regiões administrativas com base nas Províncias Tradicionais.

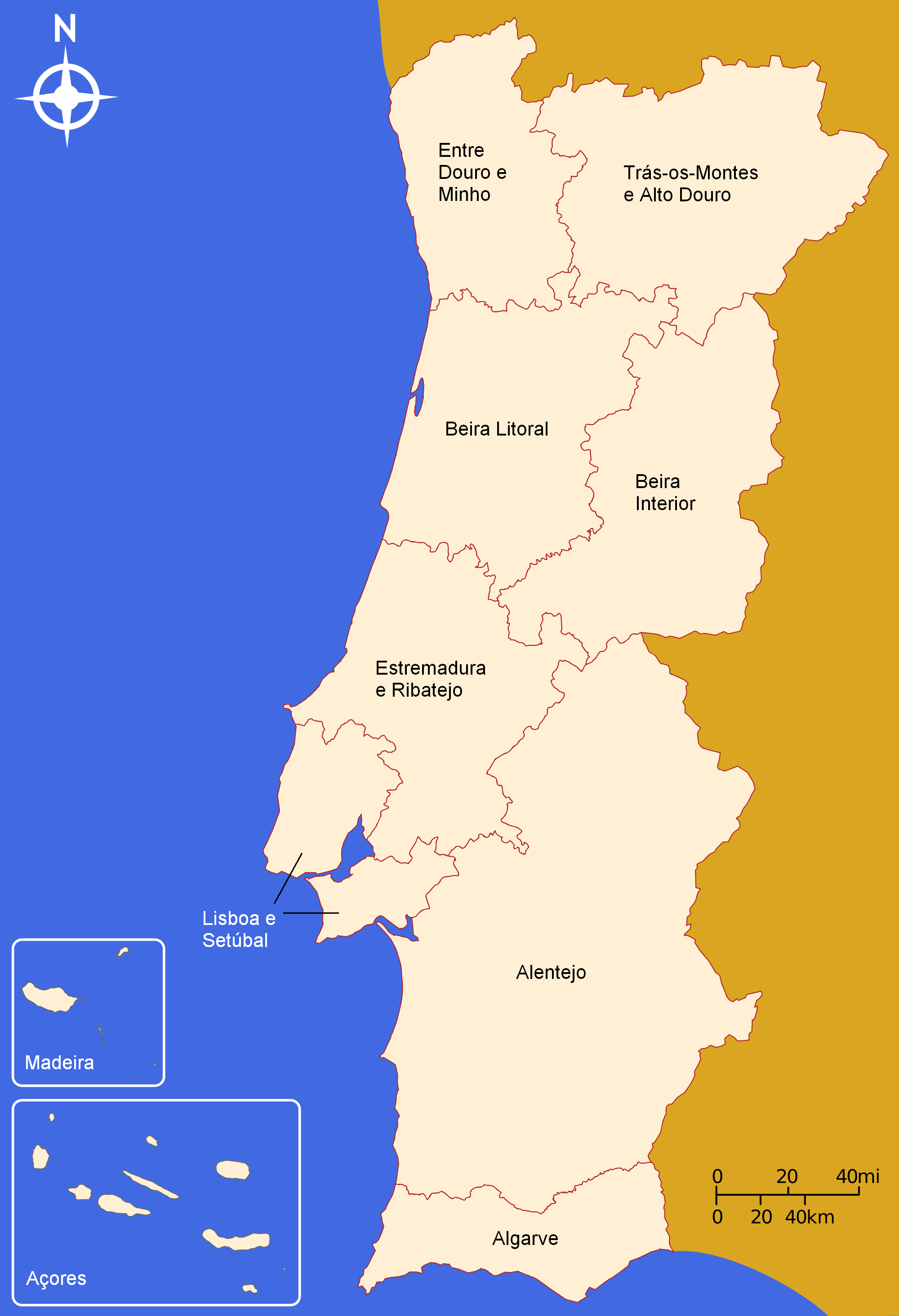
Proposta de 8 regiões administrativas levada a referendo em 1998.

Os outros dois partidos com assento parlamentar, o PSD e o CDS, liderados, na época, por duas personalidades marcadamente antirregionalistas, Marcelo Rebelo de Sousa e Paulo Portas, não apresentaram qualquer proposta e bateram-se sempre contra a reforma em si. 
As duas propostas geraram uma ampla discussão sobre a implementação da Regionalização. Por fim, acabou por ser alcançado um acordo entre PS, PCP e PEV, no sentido de se atingir a maioria de deputados na Assembleia da República necessária à aprovação do diploma. Esta proposta, que foi oficializada pela Lei da Criação das Regiões Administrativas (Lei 19/98, de 28 de Agosto, ), e que acabou por ser levada a referendo no dia 8 de novembro de 1998, dividia Portugal em 8 regiões, já que os socialistas haviam abdicado da divisão do Alentejo em 2 regiões, e os comunistas haviam desistido da divisão do Entre Douro e Minho em 2 regiões. No decorrer do processo de junção das propostas, as assembleias municipais e as populações dos diversos concelhos foram auscultadas, num processo algo polémico, mas que acabou por aproximar as regiões propostas da realidade regional portuguesa, baseada nas Províncias Tradicionais Portuguesas, entrosadas há séculos no quotidiano nacional. Porém, algumas assembleias municipais, em desacordo com a Regionalização, e, principalmente, algumas autarquias pressionadas por motivos de ordem política, pelas orientações do PSD e do CDS, não responderam aos inquéritos, contribuindo para o desenho de um mapa que, embora sendo bem aceite quanto às regiões apresentadas, era algo artificial quanto às fronteiras definidas. 
Assim, as 8 regiões propostas no referendo nacional foram: 
- Entre-Douro e Minho
- Trás-os-Montes e Alto Douro
- Beira Litoral
- Beira Interior
- Estremadura e Ribatejo
- Região de Lisboa e Setúbal
- Alentejo
- Algarve

## Posições dos partidos
A tabela abaixo mostra apenas os partidos políticos que então possuíam eleitos na Assembleia da República.
| Posição | Partidos políticos           | Partidos políticos       |
| ------- | ---------------------------- | ------------------------ |
| Sim     |                              |                          |
|         | Partido Socialista           |                          |
|         | Partido Comunista Português  |                          |
|         | Partido Ecologista Os Verdes |                          |
| Não     |                              | Partido Social Democrata |
| Não     | Partido Popular              |                          |

## Resultados nacionais

### Pergunta 1
Concorda com a instituição em concreto das regiões administrativas?
|                         | Não                     | 2 530 802 | 60,87 / 100,00  |       |       |       |
|                         | Sim                     | 1 453 749 | 34,97 / 100,00  |       |       |       |
| Votos Inválidos         | Votos Inválidos         | 172 976   | 4,16 / 100,00   |       |       |       |
| Total                   | Total                   | 4 157 527 | 100,00 / 100,00 |       |       |       |
| Eleitorado/Participação | Eleitorado/Participação | 8 640 026 | 48,12 / 100,00  |       |       |       |
| Fonte                   | Fonte                   | [ 2 ]     | [ 2 ]           | [ 2 ] | [ 2 ] | [ 2 ] |

### Pergunta 2
Concorda com a instituição em concreto da região administrativa da sua área de recenseamento eleitoral? (pergunta apenas colocada aos cidadãos recenseados em Portugal Continental)
|                         | Não                     | 2 457 604                                                                  | 60,62 / 100,00                                                             |                                                                            |                                                                            |                                                                            |
|                         | Sim                     | 1 386 718                                                                  | 34,20 / 100,00                                                             |                                                                            |                                                                            |                                                                            |
| Votos Inválidos         | Votos Inválidos         | 121 531                                                                    | 3,06 / 100,00                                                              |                                                                            |                                                                            |                                                                            |
| Total                   | Total                   | 3 965 853                                                                  | 100,00 / 100,00                                                            |                                                                            |                                                                            |                                                                            |
| Eleitorado/Participação | Eleitorado/Participação | 8 243 030                                                                  | 48,11 / 100,00                                                             |                                                                            |                                                                            |                                                                            |
| Fonte                   | Fonte                   | Fonte: STAPE - Secretariado Técnico dos Assuntos para o Processo Eleitoral | Fonte: STAPE - Secretariado Técnico dos Assuntos para o Processo Eleitoral | Fonte: STAPE - Secretariado Técnico dos Assuntos para o Processo Eleitoral | Fonte: STAPE - Secretariado Técnico dos Assuntos para o Processo Eleitoral | Fonte: STAPE - Secretariado Técnico dos Assuntos para o Processo Eleitoral |

Isto reflectiu-se nos elevados números de abstenção. No dia 8 de novembro de 1998, 51,71% dos eleitores portugueses, o correspondente a umas expressivas 4 465 743 pessoas, ficaram em casa e não foram votar. Deste modo, o Referendo acabou por não ser vinculativo, já que para tal era necessário que pelo menos 50% dos eleitores se expressassem num determinado sentido. 

Quanto ao mapa apresentado, pensa-se também que não foi por isso que a Regionalização foi rejeitada, já que, na segunda pergunta, os níveis correspondentes ao "Não" e as áreas geográficas onde este saiu vencedor, foram semelhantes aos da primeira pergunta. Geograficamente, e em ambas as perguntas, o "Sim" saiu vencedor apenas na região do Alentejo, nomeadamente nos distritos de alentejanos de Évora e Beja, e no distrito de Setúbal, dividido entre o Alentejo e a Região de Lisboa e Setúbal. Por esta razão, os alentejanos reclamam ainda hoje a existência de uma ilegalidade, já que a Junta e a Assembleia Regional do Alentejo já deveriam ter sido formados em 1998, já que a região assim o decidiu nas urnas. O "Sim" venceu ainda em vastas áreas do Algarve, onde se registou praticamente um empate entre o Sim e o Não. Outra das zonas que aprovou a Regionalização foi o Porto, tendo o "Sim" ganho nos concelhos do Porto, Matosinhos e Gondomar, e registado votações equilibradas em Vila Nova de Gaia, Valongo, Maia e Vila do Conde. Os piores resultados do "Sim" registaram-se a norte do Tejo, nomeadamente na Beira Litoral e no distrito de Braga. Já no distrito de Viana do Castelo, o Sim ganhou na maioria das sedes de concelho e freguesias urbanas. Contudo, comparativamente, os resultados mais favoráveis ao Sim foram mais altos nas regiões do Interior (Trás-os-Montes e Alto Douro e Beira Interior) do que nas do Litoral (Entre-Douro e Minho e Beira Litoral).

## A regionalização do século XXI
2002-2004
Durante o governo de Durão Barroso, da coligação PSD/CDS, tentou-se novamente reformular as divisões administrativas do país, com a criação de um mapa regional constituído por unidades territoriais relativamente pequenas, de três tipos: Grandes Áreas Metropolitanas, Comunidades Urbanas e Comunidades Intermunicipais. Esta reforma ficou conhecida como "Reforma Relvas", devido ao facto de ter sido idealizada pelo social-democrata Miguel Relvas. Durante o curto consulado do governo de Santana Lopes, foi operada uma descentralização ao nível ministerial, com algumas Secretarias de Estado a serem instaladas fora de Lisboa. 
2005-2015

Porém, com a chegada de José Sócrates ao poder, em 2005, todas estas reformas foram abandonadas. Ao longo dos últimos anos, os governos têm vindo a implementar uma reorganização territorial de acordo com um mapa de 5 regiões. Também foi avançada a chamada proposta das 7 Regiões, existindo, atualmente, um debate em torno destas duas propostas de Regionalização para Portugal Continental, cuja morfologia é a seguinte:

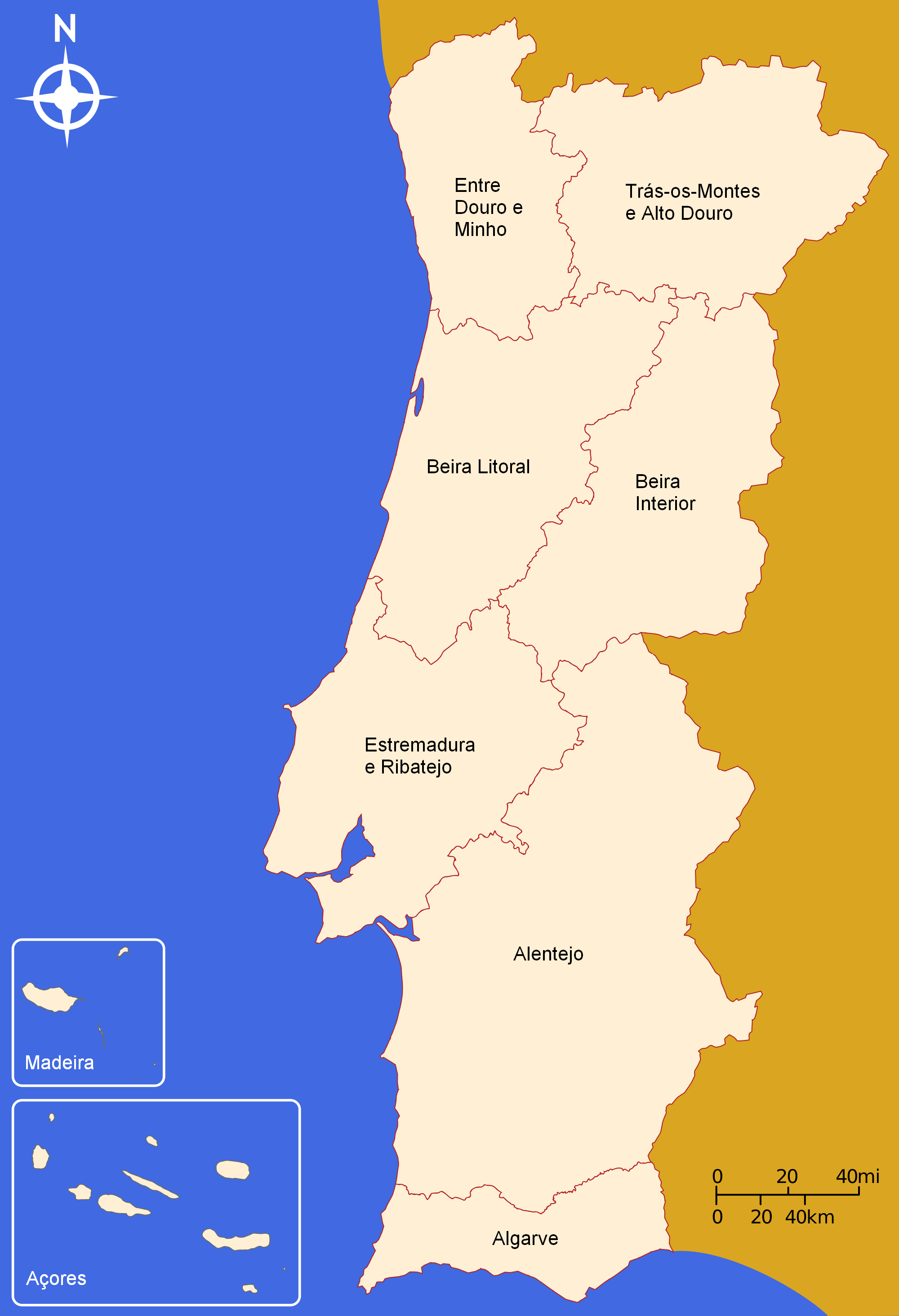
A Proposta das 7 Regiões (mapa inicial)

#### Proposta das 5 regiões
- Norte
- Centro
- Lisboa e Vale do Tejo
- Alentejo
- Algarve

#### Proposta das 7 regiões
- Entre-Douro e Minho
- Trás-os-Montes e Alto Douro
- Beira Litoral
- Beira Interior
- Estremadura e Ribatejo
- Alentejo
- Algarve

### 2015
Em janeiro de 2015, o secretário-geral do PS, António Costa, defendeu a regionalização do país, afirmando que, se regressasse ao Governo — o que acabou por acontecer na sequência das eleições legislativas de 2015 —, promoveria a descentralização.

### 2022-2024
Em dezembro de 2021, António Costa, primeiro-ministro desde 2015, prometeu que, se ganhasse as eleições legislativas de 2022, referendaria a regionalização novamente por volta de 2024, recebendo uma confirmação do Presidente da República Marcelo Rebelo de Sousa, do Líder da Oposição Rui Rio e dos líderes dos demais partidos (à exceção do CDS que se revelou contra a regionalização em qualquer modelo) que aceitariam a realização de um novo referendo à regionalização, sendo que os partidos à esquerda se mostraram a favor da realização de um referendo mais cedo por se verificar um alargado consenso na matéria.
Costa até ganhou as eleições (inclusivamente com maioria absoluta), no entanto foi incapaz de cumprir a promessa feita porque se demitiu do cargo de primeiro-ministro em novembro de 2023, em sequência da Operação Influencer, o que resultou na queda do Governo e na marcação de eleições legislativas antecipadas para março de 2024.
2024
 

O novo Governo, saído das eleições de março e liderado pela coligação do social-democrata Luís Montenegro (AD), não vê, tal como afirmou o próprio primeiro-ministro em maio de 2024, a regionalização como prioritária para o desenvolvimento nacional, não fechando, contudo, as portas a uma futura discussão sobre o tema.